# عشت ثلاث مائة سنة
عشت ثلاث مائة سنة اول عمل روائي للكاتب والمؤرخ محمد حبيدة،صدرت سنة 2024 عن باب الحكمة بتطوان.تقع الرواية في 233صفحة. محمد حبيدة هو أكاديمي ومؤرخ مغربي، استاذ التاريخ بكلية الاداب والعلوم الانسانية بجامعة ابن طفيل بمدينة القنيطرة.

## نبذة عن الرواية
تتناول رواية عشت ثلاث مائة سنة حكاية شاهين رجل وراق عاش في القرن الثامن عشر، وسافر بين مدن سلا ومكناس ومراكش سعيا في تحسين أوضاعه المعيشية. جعل منه الكاتب ساردا لمختلف الأحداث والقضايا السياسية والاجتماعية عن طريق بعثه في زمن حديث ليحكي حكايته في عصر يعود إلى ثلاثمائة سنة مرت، والمتلقي هو رجل تاريخ له دراية بتفاصيل تاريخ المغرب وله رؤية سرد التاريخ في قالب أدبي وفقا لنظرية هايدن وايت. أحاطت الرواية بقضايا عدة من خلال سيرة حياة البطل شاهين بدءا من تعليم الأطفال وقساوته، والعمل في حرفة النسخ والتسفير والاشتغال عند القاضي وتدوين الأحكام الشرعية، والانتقال عبر مدن حيوية تتبادل الأدوار بحسب ميزان القوى السياسية بين سلا ومكناس ومراكش، مع إدراج ظاهرة الأسر والأسرى الإفرنج، الذين كانوا مندمجين في المجتمع، يشتغلون ويكونون أسرا، ومنهم من يعنتقون الإسلام، لكنهم يتوقون دوما إلى الهرب.

## ما كتب عن الرواية
يقول عنها الأستاذ الباحث في التاريخ المعاصر بجامعة القاضي عياض: هي دعوة إلى إعادة قراءة التاريخ قراءة جديدة تقف عند مساءلة عوائق التحديث وجذور العطب" 

## أهم أبطال الرواية
- شاهين الوراق :وهو الشخصية الرئيسية عاشت حقبا زمنية مختلفة.
- زوج الطبيبة.

## اقتباسات

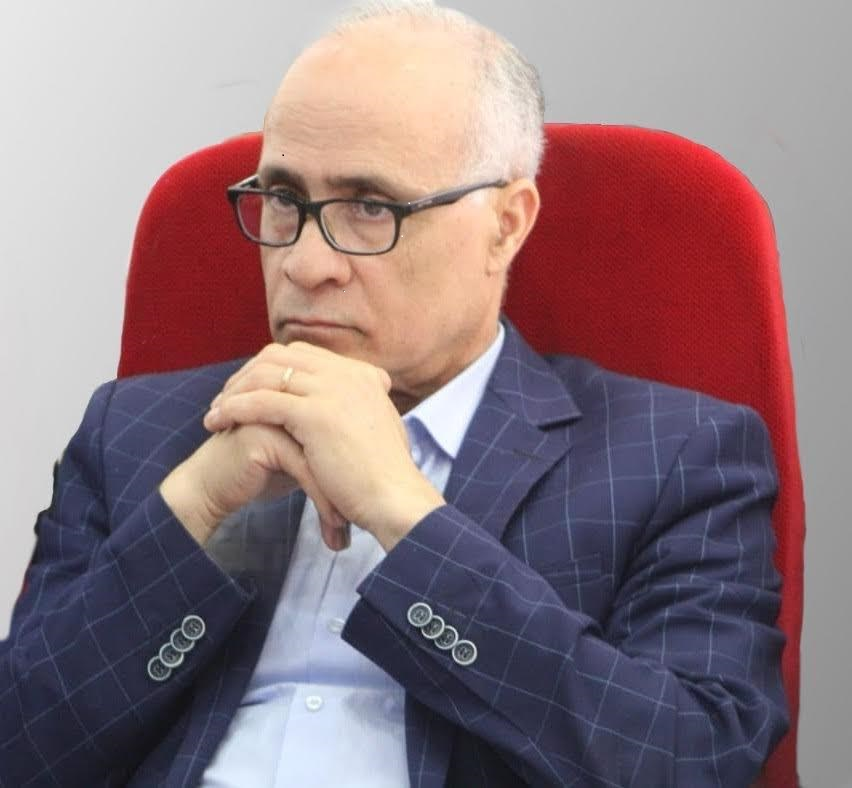
كاتب الرواية

“نبذني الجميع إلا عبد العليم النَّفاف. لم يتغير موقفه مني… يبدو مطموس السيرة. فاقدا لكل فكرة. رجل قانع بنصيبه النحيل من الدنيا، وديع الخُلُق، كثير الحياء، قليل الكلام… يلبس جلبابا من صوف خشن أسود ولا يزيله أبدا. شتاء وصيفا. يتعشى يوما ويدع يوما. لكن شخصيته خفية. توحي بشيء غير معلوم.”

“ما يكسبه يتصدق بنصفه على حفاري القبور، وفي أيام الجمعة والأعياد يختفي تماما ولا يترك أثرا حتى نسج الناس حوله كرامة السفريات وطيّ المسافات. كان قد قدم إلى مراكش من القيروان، ولا أحد يعلم إن كانت وراءه قصة من قصص الحياة التي لا تخطر على بال، من حين لآخر كان يطل علي، ويكلّمني من عتبة الباب قليلا، ثم ينصرف إلى حانوته. حادثني مرة، فقال: الفهم الوفير يجلب البلاء الكبير! هذه الدنيا لا منطق لها”!.

## أسلوب الرواية
الرواية تقدم كعمل تاريخي، إلا أنه من غير المرجح أن تكون كذلك، حيث إن التاريخ علم، بينما الرواية فن تخيلي. الكاتب في هذه الرواية يتعامل مع التاريخ كفضاء يتيح له إمكانيات كبيرة للتعبير عن الأفكار غير المعلنة. 

## الجوائز
جائزة القراء الشباب للكتاب المغربي من تنظيم شبكة القراءة بالمغرب في دورتها العاشرة+